# Geodorum
Geodorum es un género con 12 especies de orquídeas de hábitos epífitas. Es nativo de las regiones tropicales y subtropicales de China, Malasia, Nueva Guinea, las islas del Pacífico y Australia. Es el único género de la alianza  Dipodium.

## Descripción
Son orquídeas de hábito terrestre con pseudobulbos subterráneos, unas pocas hojas, pecioladas y una inflorescencia lateral, densa, con flores colgantes de pequeño tamaño, ceráceas y fragantes. Las flores tienen los sépalos y pétalos similares y unidos en la base. Son similares en su cultivo al género Calanthe. 

## Especies deGeodorum
- Geodorum appendiculatum  Griff. (1845)
- Geodorum candidum  (Roxb.) Lindl. (1855)
- Geodorum citrinum  Jacks. (1811) - especie tipo
- Geodorum densiflorum  (Lam.) Schltr. (1919)
- Geodorum duperreanum  Pierre (1882)
- Geodorum esquimlei  Schltr. (1921)
- Geodorum eulophioides  Schltr. (1921)
- Geodorum laxiflorum  Griff. (1845)
- Geodorum pallidum  D.Don (1825)
- Geodorum pulchellum  Ridl. (1908)
- Geodorum recurvum  (Roxb.) Alston (1931)
- Geodorum recurvum  (Roxb.) Alston (1931)